# Ugo Ceseri

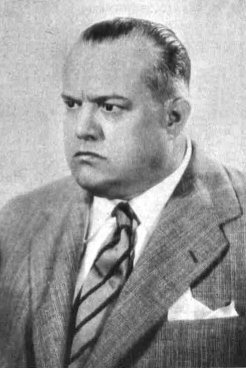
Ugo Ceseri (1939)

Ugo Ceseri (* 30. Juni 1893 in Florenz; † 3. Dezember 1940 in Rom) war ein italienischer Schauspieler.

## Leben
Ceseri begann seine schauspielerische Karriere 1914 in der Compagnie von Ermete Novelli. Bald wechselte er zu Ruggero Ruggeri und konnte sich bei seiner nächsten Station, der „D'Annunziana“, als Nebendarsteller fülliger Personen etablieren. Ab September 1930 spielte er in der Truppe um Luigi Almirante/Andreina Pagnani/Nino Besozzi; im Herbst 1932 bei Armando Falconi, wo er zwei Spielzeiten lang blieb. Danach verließ er die Bühne und widmete sich ausschließlich seiner erst im Jahre 1931 begonnenen Filmkarriere. Der „stämmig gebaute und in seinen Rollen stetig mitteilsame Vollblutschauspieler“ arbeitete mit vielen der bedeutendsten Regisseure der frühen italienischen Tonfilmzeit bei seinen rund 45 Filmen zusammen (darunter Guido Brignone, Alessandro Blasetti, Mario Camerini und Mario Bonnard) und war einer der bedeutendsten Charakterdarsteller bis zu seinem frühen Tod mit 47 Jahren.

## Filmografie (Auswahl)
- 1931: Figaro e la sua gran giornata
- 1936: Der Mann, der nicht nein sagen kann (Ma non è una cosa seria)
- 1937: Komtess von Parma (Contessa di Parma)
- 1939: Der Kavalier mit der Maske (Un'avvenura di Salvator Rosa)
- 1941: Mutter (Mamma)